# Hazeltine National Golf Club
De Hazeltine National Golf Club is een golfclub in de Verenigde Staten. De club werd opgericht 1962 en bevindt zich in Chaska, Minnesota. De club beschikt over een 18-holes golfbaan en werd ontworpen door de golfbaanarchitect Robert Trent Jones. In 1990 restaureerde Rees Jones, de zoon van Jones, de golfbaan voor het US Open in 1991.

## Golftoernooien
Het eerste golftoernooi dat de club ontving was het US Women's Open, in 1966. De eerste major was het US Open, in 1970. De volgende grote toernooien waren onder andere het PGA Championship en het US Senior Open.
Voor het toernooi is de lengte van de baan voor de heren en de dames 7021 m met een par van 72. Voor de heren is de course rating 78,1 en de slope rating is 152.
- US Women's Open: 1966 & 1977
- US Open: 1970 & 1991
- US Senior Open: 1983
- U.S. Mid-Amateur: 1994
- PGA Championship: 2002 & 2009
- US Amateur: 2006
- Ryder Cup: 2016